# Ліньхе (станція)

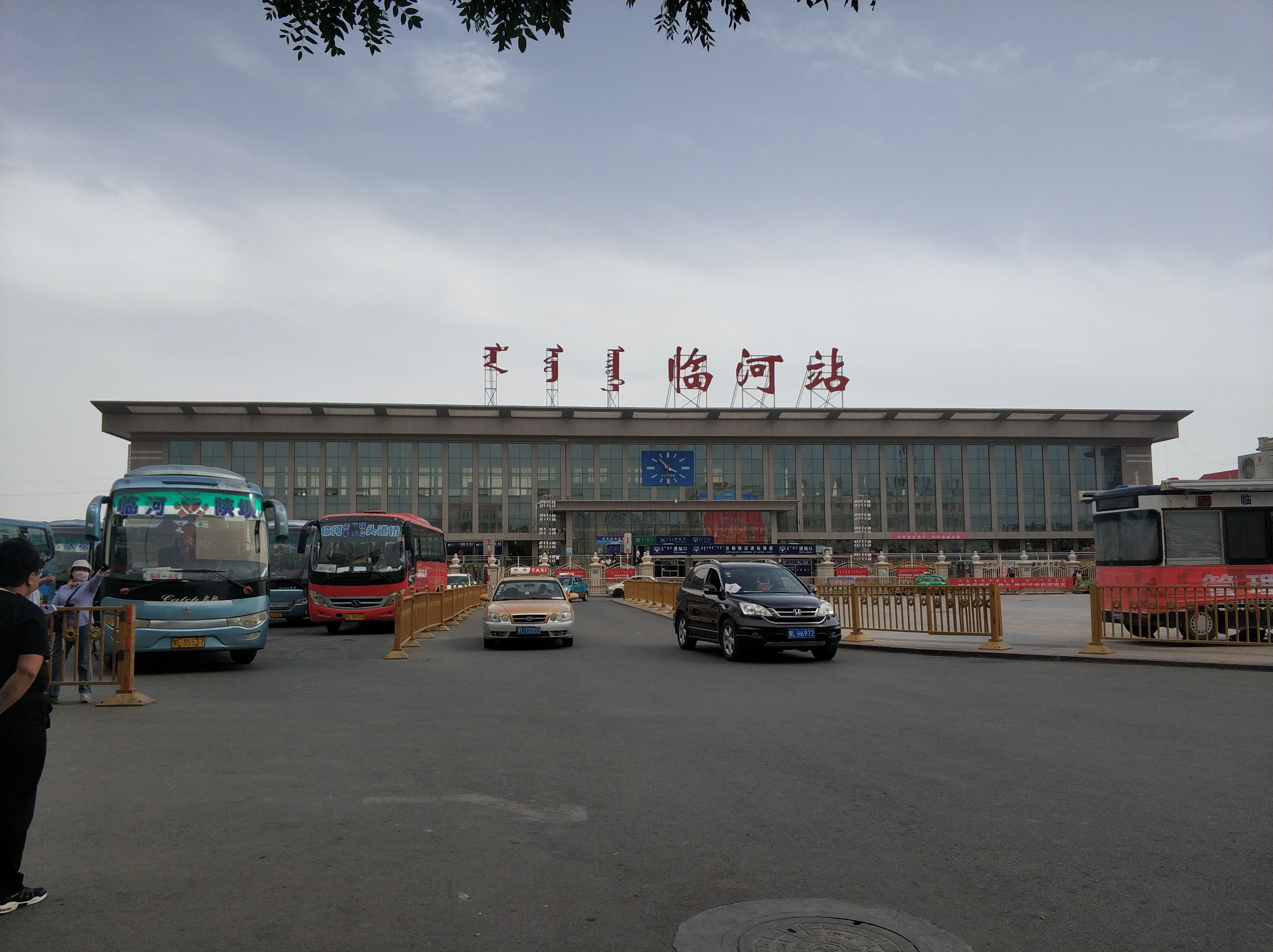
Вокзал

40°44′35″ пн. ш. 107°25′46″ сх. д. / 40.74292222° пн. ш. 107.42930556° сх. д.
Ліньхе (кит. 临河站, пін. Línhé Zhàn) — вузлова залізнична станція в КНР.
Розташована в селище Чечжань району Ліньхе міського округу Баяннур (автономний район Внутрішня Монголія).
Від станції відходять лінії на:
- на Баотоу (Баотоу-Ланьчжоуська залізниця, 218 км);
- на Ухай (Баотоу-Ланьчжоуська залізниця, 143 км);
- на Хамі-Східна (Ліньхе-Хамійська лінія, 1328 км).